# Essômes-sur-Marne
Essômes-sur-Marne – miejscowość i gmina we Francji, w regionie Hauts-de-France, w departamencie Aisne.
Według danych na styczeń 2014 roku gminę zamieszkiwało 2816 osób, a gęstość zaludnienia wynosiła 98,8 osób/km².
W Monneaux znajduje się zabytkowy kościół.